# Kjetil Lie

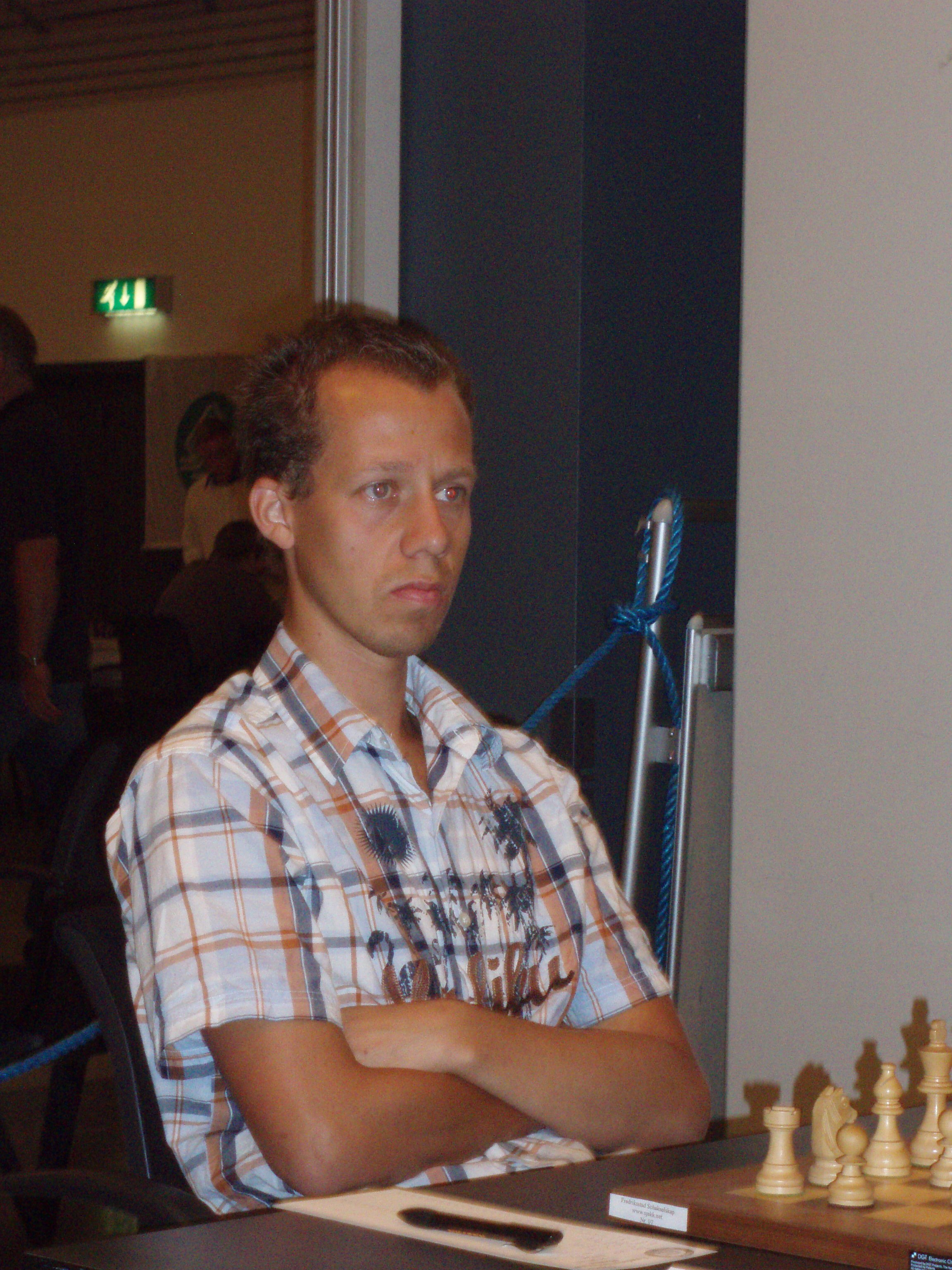
Kjetil Lie in 2007

Kjetil Lie (Porsgrunn, 18 november 1980) is een Noors schaker. Hij is sinds 2005 een grootmeester (GM). Hij is de achtste Noor die grootmeester geworden is. 
Bij het kandidatentoernooi in 2007 voor het wereldkampioenschap was hij secundant van Magnus Carlsen. 
Lie houdt in zijn partijen van het doen van offers. 
In februari 2015 bezette hij de zesde plaats op de Noorse Elo-ranglijst.  
Ook zijn jongere broer Espen Lie (geb. 1984) is een sterke schaker met de titel Internationaal Meester (IM).  

## Individuele resultaten
Lie begon op achtjarige leeftijd met schaken. In 1994 werd hij kampioen van Noorwegen in de categorie tot  15 jaar. In 2000 en 2006 won hij de open Noorse kampioenschappen. In 2002 werd hij internationaal meester (IM). In oktober 2006 won hij het Masters toernooi in Gausdal. 
Grootmeester-normen behaalde hij in de Noorse teamkampioenschappen 2003/2004, bij de Politiken Cup in Kopenhagen 2004 en in januari 2005 bij de Smartfish Chess Masters in Drammen (als vervanger van de zieke  Simen Agdestein); de vereiste rating 2500 bereikte hij in februari 2005 tijdens een toernooi in Porsgrunn en hij werd grootmeester.
In juli 2005 speelde Lie mee in het toernooi om het kampioenschap van Noorwegen en eindigde daar met 5½ uit 9 op de vierde plaats. In 2009 won hij het nationaal Noorse kampioenschap in Bergen. 

## Nationale teams
Met het Noorse nationale team nam Lie deel aan de Schaakolympiades 2000 t.e.m. 2008 en aan de Schaakolympiade 2014 (+26, =19, −17), en aan het  Europees Schaakkampioenschap voor landenteams in 2005, 2007 en 2011 (+7, =7, −13).    

## Schaakverenigingen
In de Noorse clubcompetitie speelde hij van 2006 tot 2012 voor Porsgrunn Team Buer, vanaf 2013 voor de Asker Schakklubb. 

## Externe koppelingen
- (en)   Informatie over schaakpartijen van Kjetil Lie op ChessGames.com
- (en)   Informatie over schaakpartijen van Kjetil Lie op 365chess.com
- (en)  FIDE-ratinggegevens voor Kjetil Lie